# Bunuri mobile din domeniul etnografie clasate în patrimoniul cultural național al României aflate în județul Bihor
Acestă listă conține bunurile mobile din domeniul etnografie clasate în Patrimoniul cultural național al României aflate la momentul clasării în județul Bihor.

## Tezaur
| Foto | Informații generale               | Detalii tehnice | Descriere | Deținător                                  | Legături |
| ---- | --------------------------------- | --- | --- | ------------------------------------------ | -------- |
|      | Icoană                            | Datare: mijlocul secolului al XIX-lea Descoperit: jud. Arad, com. BRAZII, BUCEAVA-ȘOIMUȘ Dimensiuni: grosime 2 cm Material: sticlă (glajă), tempera, foiță de aur, ramă de lemn; conturate cu penița, pictare, cioplire | Icoana de formă dreptunghiulară cu imaginea dispusă în plan vertical; în centru Iisus copil așezat pe o masă înaltă încadrat de marele preot în stânga compoziției, iar în dreapta de Maria și Iosif; în partea superioară a icoanei: motive florale stilizate; deasupra capetelor celor patru, pe un fond alb- dreptunghiular încadrat cu negru, apare o inscripție cu litere chirilice: "circumcizia"; culori: roșu, verde, alb, galben-muștar, foiță de aur, conturul negru. | Muzeul Țării Crișurilor, Oradea            | Cimec    |
|      | Învierea                          | Datare: sfârșitul secolului al XVIII-lea Dimensiuni: grosime 2 cm Material: sticlă (glajă), tempera, foiță de aur, ramă de lemn; conturate cu penița, pictare, cioplire                                                 | Icoană de formă dreptunghiulară dominată de axul central de figura lui Iisus ridicându-se din mormânt; încadrat de ambele părți de câte un șir de nori albi dezvoltați pe verticală; de o parte și de alta a mormântului câte un paznic; fondul ca și aura lui Iisus sunt din foiță de aur; pe trei dntre laturi (stânga, sus și dreapta) cu un chenar roșu sub formă de brâu; în stânga și dreapta imaginii, în chenarul de sus, inscripția "Înălțarea"; culori: roșu, ocru-brun, galben, albastru, verde, foiță de aur. | Muzeul Țării Crișurilor, Oradea            | Cimec    |
|      | Icoană                            | Datare: mijlocul secolului al XIX-lea Descoperit: București Dimensiuni: grosime 2 cm Material: sticlă (glajă), tempera, foiță de aur, ramă de lemn; desenat cu penița, pictare, cioplire                                | Icoană de formă dreptunghiulară; axul compoziției îl constituie Sf. Nicolae (surprins în picioare și binecuvântând), în partea de jos, stânga, se distinge tatăl celor trei fete, stând în genunchi, cu fața spre sfânt; în planul din mijloc, dreapta, apar cele trei fete sărace iar sus, în cele două colțuri, apare din nor Maria (în dreapta) și Iisus (în stânga). Motivele fitomorfe (colțul din dreapta jos), cosmice (stele), în partea de sus și geometrice în dreapta mijloc. La mijlocul compoziției, în partea de sus, apare inscripția cu litere chirilice "Sftu Necule", "I", "Sf"; culori: albastru, roșu, verde.                             | Muzeul Țării Crișurilor, Oradea            | Cimec    |
|      | Icoană                            | Datare: mijlocul secolului al XIX-lea Descoperit: București Dimensiuni: grosime 2 cm Material: sticlă (glajă), tempera, foiță de aur, ramă de lemn; conturate cu penița, pictare cu pensula, cioplire                   | Icoană de formă dreptunghiulară cu imaginea dezvoltată pe verticală; cei trei sfinți, reprezentați frontal, domină imaginea; au fiecare veșminte lungi cu falduri bogate, patrafire și câte o mitră pe cap; aureolele realizate din foiță de aur. Partea superioară a imaginii este decorată cu motive stelare. Sf. Vasile (în centru) are hainele în culorile roșu-carmin, cafeniu și patrafirul albastru; Sf. Paisie (stânga) are hainele în culorile roșu-carmin, galben și patrafirul verde; Sf. Ioan (dreapta) are hainele în culorile roșu-carmin, și patrafirul galben; deasupra capului Sf. paisie apare inscripția: "Sftu Pase Sftu Vasile Sf Ioan". | Muzeul Țării Crișurilor, Oradea            | Cimec    |
|      | Icoană                            | Datare: începutul secolului al XIX-lea Descoperit: jud. Bihor, ORADEA Dimensiuni: grosime 2 cm Material: sticlă (glajă), tempera, foiță de aur, ramă de lemn; conturate cu penița, pictare cu pensula, cioplire         | Icoană de formă dreptunghiulară, cu imaginea dezvoltată pe vertical; Sf. Gheorghe, călare pe un cal alb înfige sulița în gura unui balaur aflat în partea de jos a imaginii. În partea stângă și pe mijloc câte o draperie; în dreapta sus inscripția (pe fond alb) "S Gheorghe". Culori: roșu, ocru-brun, albastru-ultramarin, alb, negru, foiță de aur. | Muzeul Țării Crișurilor, Oradea            | Cimec    |
|      | Icoană Autor: Popa Sandu Zugravul | Datare: sfârșitul secolului al XVIII-lea Descoperit: jud. Bihor, com. AȘTILEU Dimensiuni: grosime 4 cm Material: sticlă (glajă), tempera, foiță de aur, ramă de lemn; conturate cu penița, pictare cu pensula, cioplire | Icoană de formă dreptunghiulară; imaginea este dominată de Maica Domnului "călăuzitoare" (Hodighitria), pe brațul stâng îl ține pe Iisus copil, iar cu mâna dreaptă arată spre el. de o parte și alta sunt reprezentați doi îngeri cu făclii aprinse în mâini. Toate personajele au aura realizată prin conturare cu o linie subțire neagră. Fondul icoanei este realizat cu foiță de aur, iar din loc în loc sunt pictate flori roșii. În partea de sus a icoanei, deasupra celor doi îngeri apare inscripția cu litere chirilice "MP" și "OU" ("Maria" și "Fiul") iar în colțul din dreapta jos, anul 1798. Culori: foiță de aur, roșu, albastru, verde.    | Episcopia Română Ortodoxă a Oradei, Oradea | Cimec    |
|      | Icoană Autor: Popa Sandu Zugravul | Datare: sfârșitul secolului al XVIII-lea Descoperit: jud. Bihor, com. AȘTILEU Dimensiuni: grosime 4 cm Material: sticlă (glajă), tempera, foiță de aur, ramă de lemn; conturate cu penița, pictare cu pensula, cioplire | Icoană de formă dreptunghiulară; imaginea este dominată de Arhanghelul Mihail care apare pe un șir de nori cu o sabie în mâna dreaptă și cu un potir în mâna stângă. Întreg fondul icoanei este realizat din foiță de aur, iar din loc în loc sunt pictate flori de culoare roșie. Aura Arhanghelului este conturată doar printr-o linie subțire de culoare neagră. În partea de sus a imaginii de o parte și de alta a capului apare inscripția "Arhanghelu" "Mihail" iar în partea de jos, în colțuri, anul realizării: "1798". Culori: foiță de aur, roșu, verde, albastru, alb.                                                                           | Episcopia Română Ortodoxă a Oradei, Oradea | Cimec    |